# Rhododendron decorum
Espèce
Classification phylogénétique
Statut de conservation UICN

 LC  : Préoccupation mineure
Rhododendron decorum est une espèce de plantes à fleurs de la famille des Ericaceae. C'est un arbuste originaire des hautes forêts de montagnes du Sud de la Chine et du Myanmar. Cette espèce très décorative et qui en mai-juin embaume les environs par son puissant parfum, est utilisée en horticulture. Bien que toxique, la fleur est consommée traditionnellement au nord du Yunnan (en Chine) pour ses « bienfaits pour la santé ».

## Étymologie et histoire de la nomenclature
Le nom de genre Rhododendron (créé par Linné en 1753) vient du grec ancien ῥoδόδενδρον rhododendron morph. « arbre à roses », composé de ῥόδον, rhodon « rose » et δένδρον, dendron « arbre ». Remarquons que le terme existait depuis 1518 en latin des botanistes, emprunté au latin rhododendron « laurier-rose » (Pline, H.N., 16, 79 etc.), lui-même repris au grec ῥoδόδενδρον  rhododendron de même sens.
L’épithète spécifique decorum vient du latin decorus, a, um « 1. convenable 2. décoré, orné, paré, 3. beau, élégant » (Gaffiot).

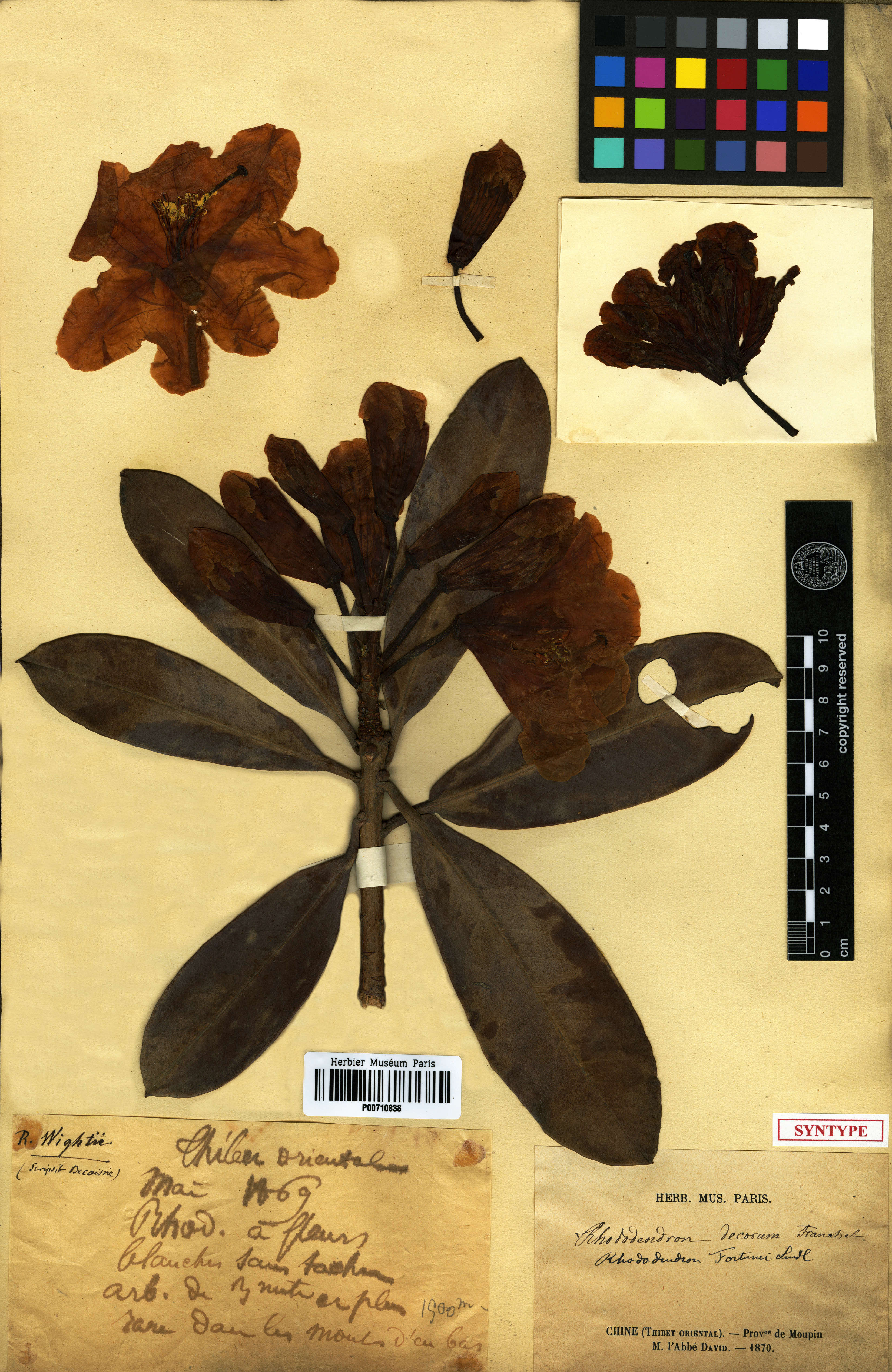
Rhododendron decorum, Syntype, récolté par Armand David en avril 1869, à Moupine

Cette espèce a été découverte indépendamment par deux missionnaires botanistes, grands collecteurs de nouvelles espèces de plante en Chine : les pères Armand David et Jean-Marie Delavay. Le père David, lors de son séjour à Moupin (actuellement Dengchigou dans le xian de Baoxing dans les montagnes à l’est de Chengdu) au Tibet oriental, de mars à octobre 1869, récoltera une abondante moisson d’espèces nouvelles de plantes (400 espèces dont 13 de Rhododendrons), de mammifères (comme le Panda géant), d’oiseaux et d’insectes. Un peu plus d’une décennie plus tard, le père Delavay, établi à 800 km plus au sud, dans les montagnes à Dapingzi près de Dali, au Nord-Est du Yunnan, en se concentrant exclusivement sur les plantes, put envoyer au Muséum national d'histoire naturelle plus de 1 500 espèces (entre 1883 et 1886).
Ces deux régions font partie du point chaud de biodiversité des Monts Hengduan dans la région de Centre-Sud de la Chine dans lequel se trouvent plus du quart des espèces mondiales de Rhododendron, de Primula, de Corydalis, de Delphinium, Gentiana etc.  
L’herbier numérique du Muséum comporte 13 planches d’herbier de R. decorum classées comme syntype, récoltées en des lieux différents, à des dates différentes, par les pères David et Delavay.
À Paris, Adrien Franchet le botaniste qui recevait les caisses d’herbiers venant de Chine, produisait les diagnoses (descriptions) permettant d’identifier et classer les espèces. La présente espèce sera caractérisée sous le nom de Rhododendron decorum, en 1886 dans Bulletin de la Société Botanique de France 33: 230. Sur les 36 espèces de Rhododendrons découvertes par les deux missionnaires botanistes (en 1886), R. decorum est la seule à se trouver à la fois dans le Tibet oriental et le Yunnan.
Le nom vernaculaire chinois de l’espèce est 大白 杜鹃 dàbái dùjuān (« rhododendron à grandes fleurs blanches »).

## Description

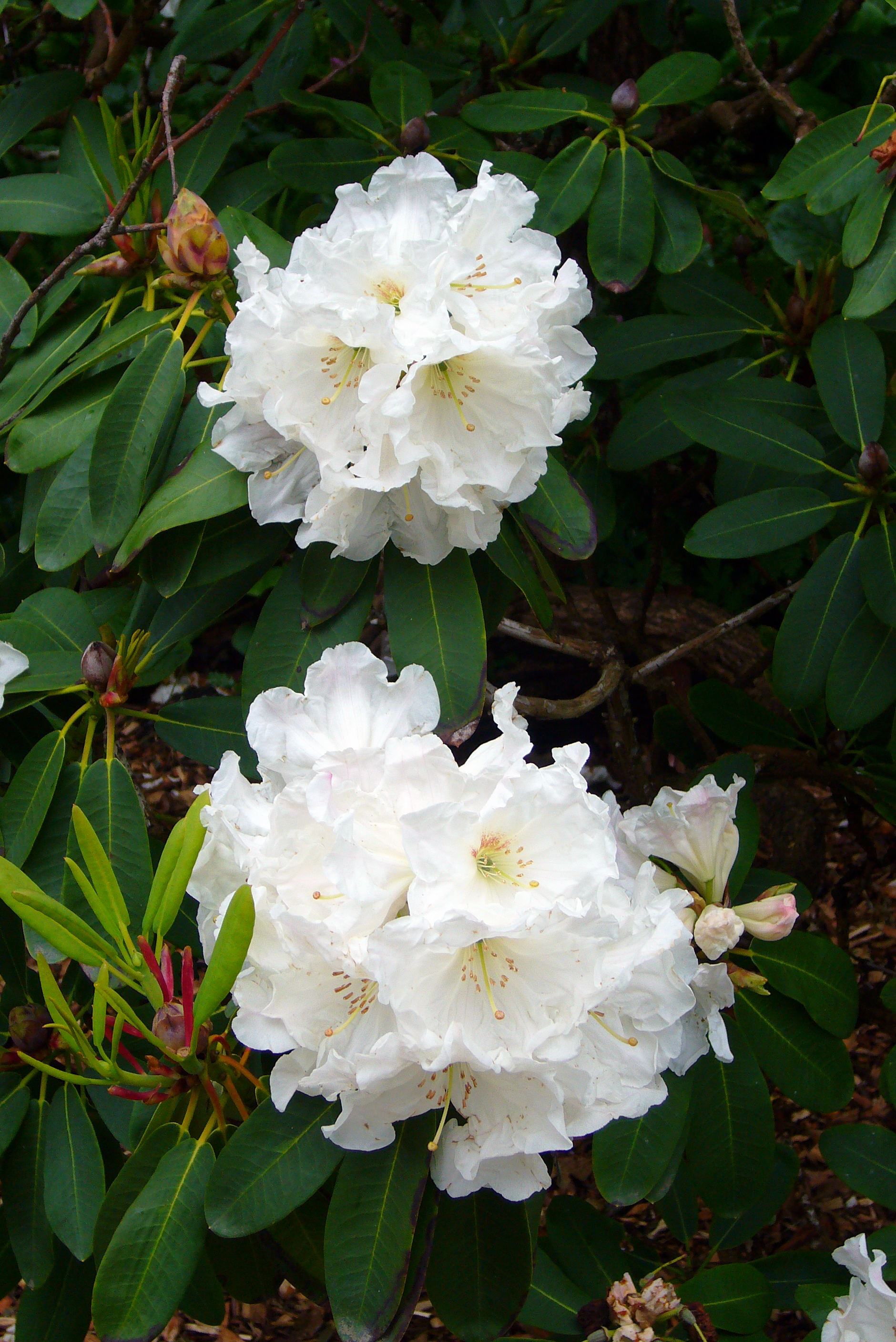
Rhododendron decorum ssp. diaprepes

Le Rhododendron decorum est un arbuste de 1 à 6 m de haut, avec de jeunes rameaux verdâtres, glabres.
La feuille simple, portée par un pétiole de 12–40 mm, comporte un limbe épais, coriace, oblong, oblong-ovale ou oblong-elliptique, de 5–19 (–30) cm de long sur 3–11 cm de large, les deux surfaces sont glabres à maturité; la surface supérieure vert foncé et le revers plus pâle.
L’inflorescence porte sur un rachis de 20–25 mm de 8 à 10 fleurs. La fleur portée par un pédicelle robuste, de 2,5–4 cm à poils glanduleux, comporte une corolle en entonnoir campanulé, très parfumée, blanche à rose pâle, de 3–10 cm de long sur 5–9 cm, à la face interne pubérulente à la base, avec 6-8 lobes suborbiculaires, émarginé ou entier, 13 à 16 étamines inégales de 2–3 cm avec des filaments pubescents à la base, un ovaire cylindrique à poils glanduleux.
Le fruit est une capsule oblongue, généralement légèrement courbée, de 25–40 × 10–15 mm.
La floraison a lieu en avril-juin, la fructification de septembre à octobre.

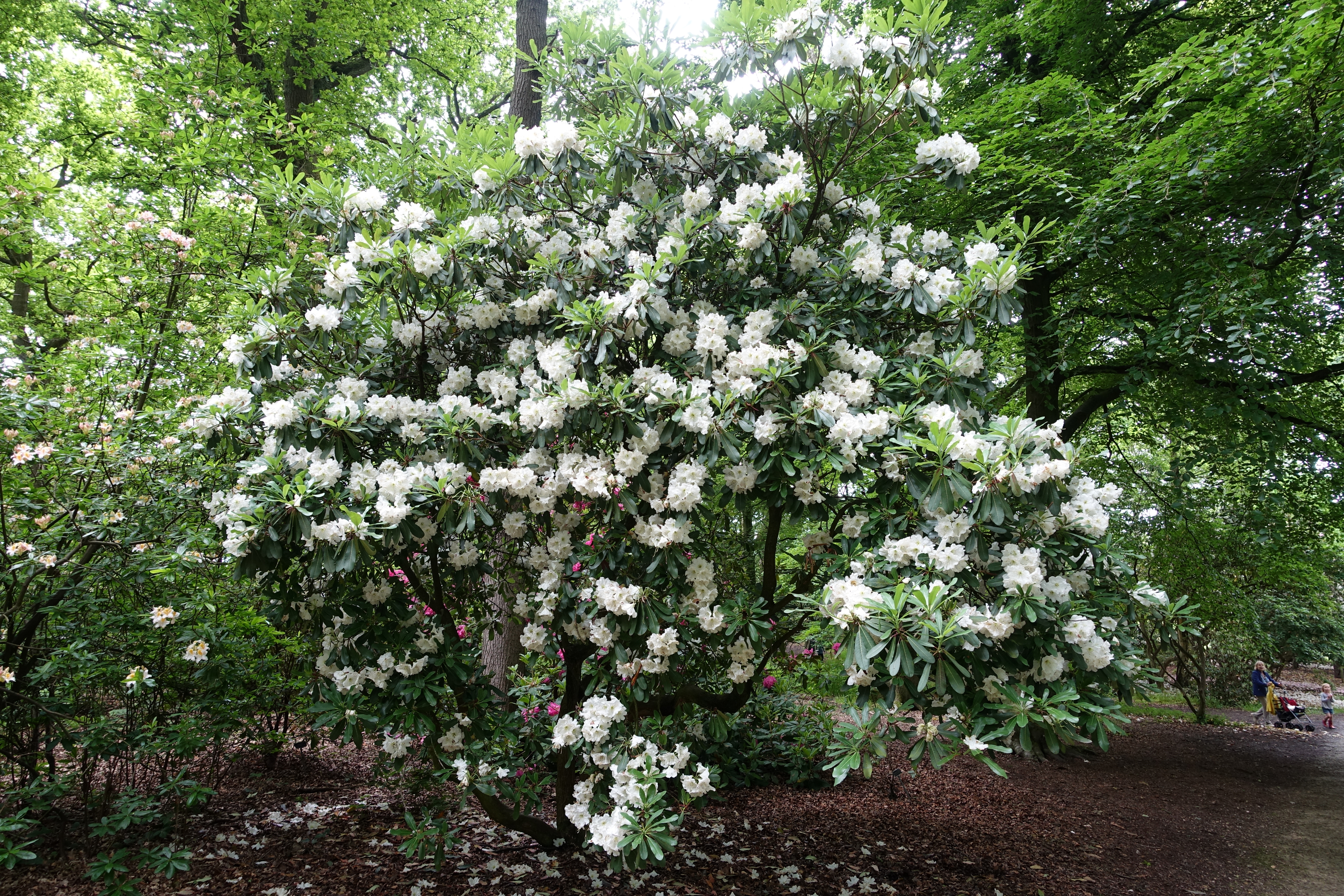
Arbuste en fleurs
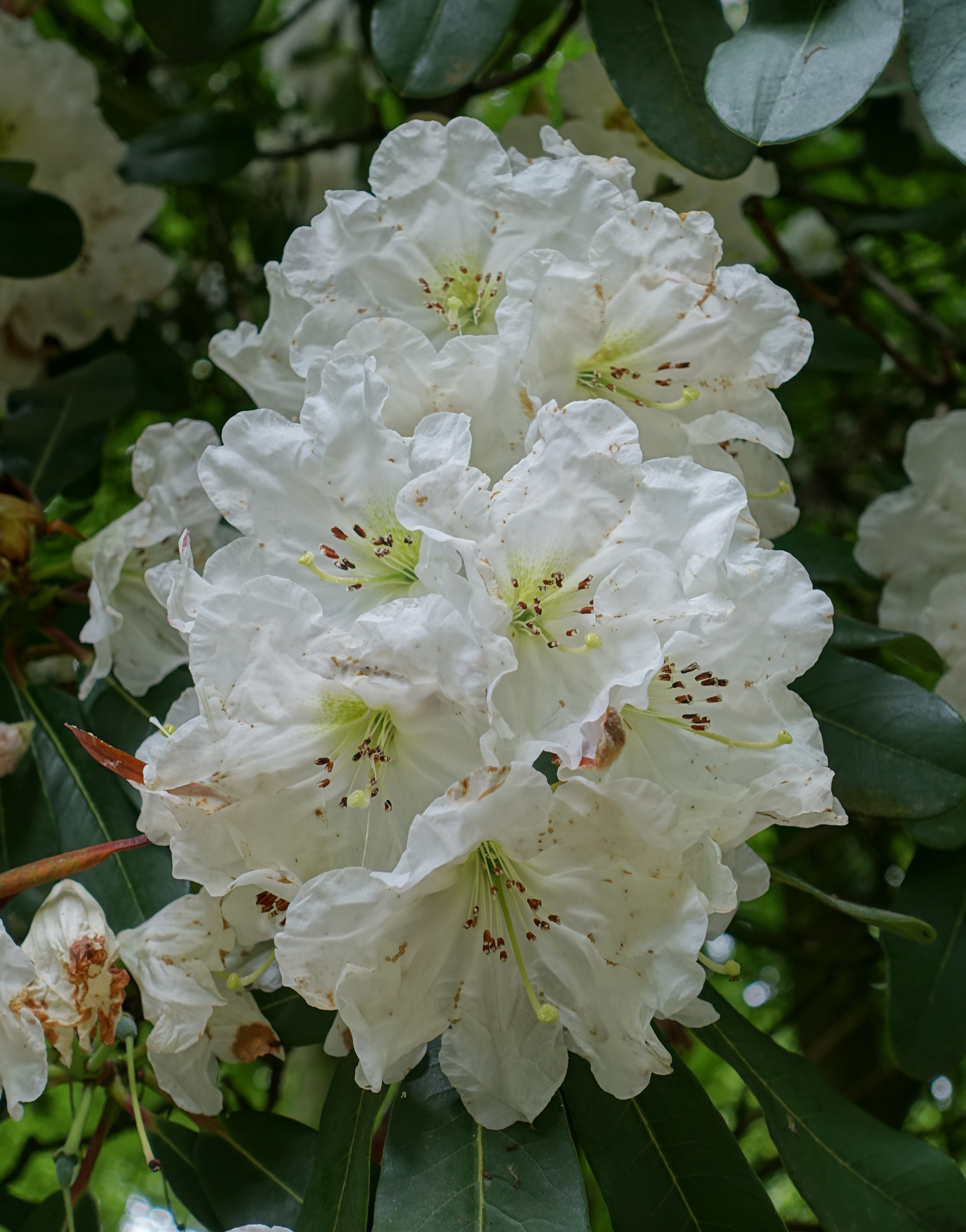
Fleurs
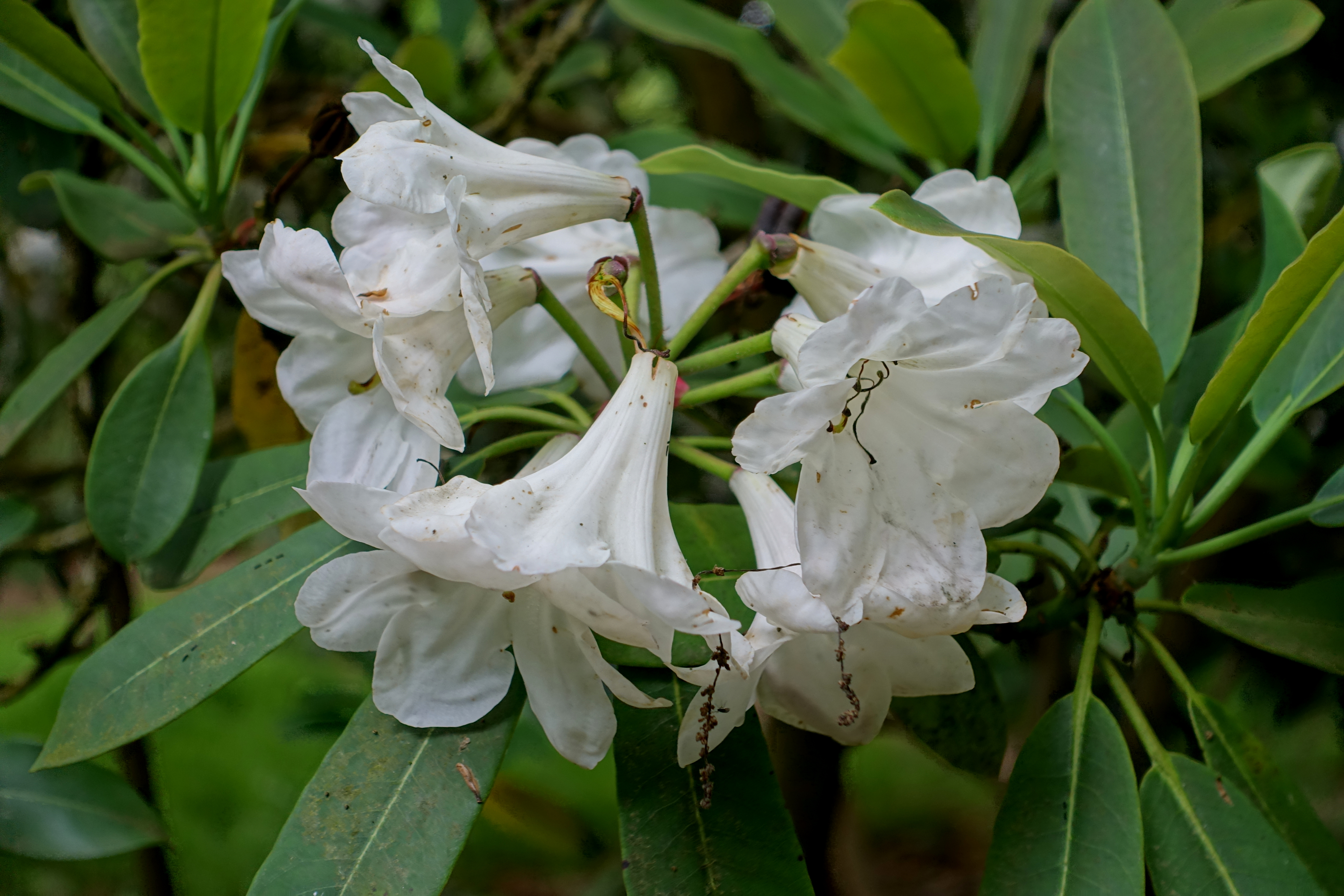

## Sous-espèces
Selon Flora of China, il existe 4 sous-espèces :
- R. decorum ssp. cordatum : base du limbe cordée
- R. decorum ssp. parvistigmatis : base du limbe non cordée, stigmate petit env. 2 mm
- R. decorum ssp. decorum : base du limbe non cordée, stigmate gonflé, corolle de 3–5 cm
- R. decorum ssp. diaprepes : base du limbe non cordée, stigmate gonflé, corolle de 8–11 cm

## Distribution et habitats
R. decorum croît en Chine méridionale (provinces : O Guizhou, SO Sichuan, SE Tibet, et  Yunnan) et Myanmar.
Il pousse dans les fourrés et les forêts de montagne, entre 1 000 et 3 300 m d’altitude.

## Horticulture

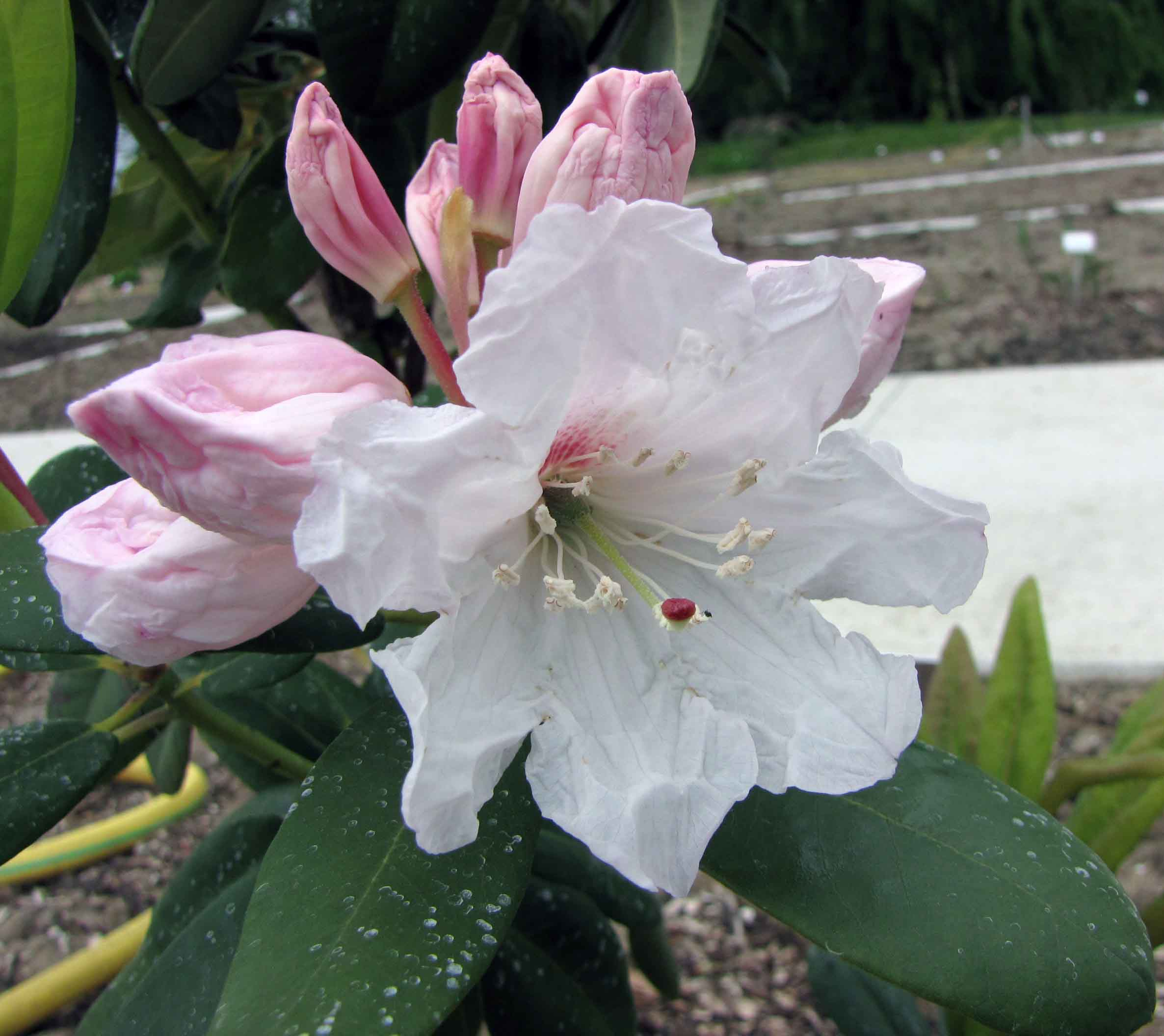
R. decorum ssp cordatum

Le Rhododendron decorum fut introduit en France en 1887 grâce aux graines envoyées par le père Delavay à partir du Yunnan. Il fut réintroduit ensuite une vingtaine de fois de différentes régions par plusieurs autres chasseurs de plantes. C'est un rhododendron qui varie considérablement dans plusieurs de ses caractéristiques suivant les régions et les altitudes où il prospère.
C’est une espèce très décorative bien que peu employée. Ses fleurs en mai-juin embaument les environs par son puissant parfum. Plante très vigoureuse grâce à un système racinaire plus puissant que chez les autres de ses congénères, il produit tous les ans une floraison abondante. Les formes avec les plus petites fleurs qui sont originaires du Yunnan ou du Sichuan sont beaucoup plus résistantes que celles avec d'énormes fleurs (entre 10 et 12 cm) découvertes par Farrer dans le Haut-Burma.
Le Rhododendron decorum n'a pas été autant utilisé dans les hybridations que son proche parent le Rhododendron fortunei.
Cette espèce de rhododendron a un développement qui peut servir dans la création de massif ou de haie persistante avec pour mission de protéger des regards un tas de compost ou quelque chose que l’on désire cacher.
En Chine, il fournit un excellent bonzaï.

## Pharmacologie chinoise
La fleur est utilisée en médecine traditionnelle chinoise[réf. nécessaire]. Suivant les catégories de celle-ci, elle est classée comme piquante (辛 xin), acide (酸 suan) et chaude (温 wen). Elle est réputée soulager les démangeaisons, consolider l'essence et tuer les vers. 
Mise en garde : Rhododendron spp. peut provoquer des intoxications chez l'homme à la suite de la prise de miel de rhododendron ou de préparations médicinales. La toxicité est due aux grayanotoxines, des diterpènes qui activent les canaux sodiques voltage-dépendants et entraînent des symptômes gastro-intestinaux, cardiaques et du système nerveux central. Les données de pharmacologie moderne indiquent que des extraits de rhododendron peuvent avoir des activités anti-inflammatoires et analgésiques.
Une enquête ethnopharmacologique auprès des populations du NE et NO du Yunnan a montré que les corolles de R. decorum sont considérées traditionnellement comme un mets saisonnier apprécié. Les raisons invoquées pour les consommer sont les bienfaits pour la santé, la tradition et la bonne saveur. Toutefois, 67 % des consommateurs savaient que la corolle est toxique (Li et al, 2020).